# Martin Klesnil
Martin Klesnil (* 8. dubna 1992, Kladno) je český moderátor, producent a tvůrce pořadů. Proslavil se moderováním podcastu U Kulatého stolu a investigativními videi a reportážemi s názvem Černota, ve kterých odhaloval spolu s kolegou Patrikem Fialou pouliční zločin v centru Prahy.
Nadací OSF byl v roce 2020 nominován na Novinářskou cenu v kategorii Nejlepší reportáž za dokument z romských osad na Slovensku. V roce 2020 a 2021 získal cenu Křišťálová Lupa v kategorii Podcast roku za podcast U Kulatého stolu.

## Život a kariéra
Klesnil se narodil v roce 1992 v Kladně. Po absolvování základní školy pokračoval na střední průmyslovou školu obor Automatizační technologie. Po dokončení střední školy nastoupil na Vysokou školu ekonomickou v Praze, obor Podniková ekonomika a management.
V roce 2013 začal Klesnil se svým kolegou Patrikem Fialou natáčet na YouTube pořad Nezapomenutelní. Po několika měsících se pořad přesunul na internetovou televizi Stream.cz.
V únoru roku 2016 začal společně s módní blogerkou Eliškou Hudcovou produkovat pořad Minuta módy pro internetovou televizi Stream.cz.
V roce 2018 začal moderovat a produkovat pořad Černota na Stream.cz, který se pouliční drogové problematice, prostituci, psím množírnám a sexuálním predátorům. V roce 2019 začal natáčet dokumentární sérii o zajímavých lidech, místech a kulturách pro Televizi Seznam. V roce 2020 byl také nominován na novinářskou cenu za reportáž z romských osad na Slovensku.
Po ukončení dlouholeté spolupráce s internetovou televizí Stream.cz vytvořil crowdfundingovou kampaň na platformě Hithit.cz na nově vzniklý Projekt VIZE, který se zaměřuje na investigativní reportáže a dokumenty. Kampaň podpořilo 1 176 lidí a celkem bylo vybráno 1 106 341 Kč, tedy 158 % z cílové částky.
V roce 2019 založil podcast U Kulatého stolu, ve kterém přináší rozhovory se známými osobnostmi z různých oblastí, jako jsou kultura, sport, nebo společnost. Podcast získal velkou popularitu a byl dvakrát oceněn Křišťálovou lupou za Podcast roku.